# Love is… with KG/好きでいさせて
「Love is… with KG／好きでいさせて」（ラブ・イズ・ウィズ・ケージー／好きでいさせて）は、2010年4月7日に発売されたTiaraの3枚目のシングルである。

## 解説
「Love is… with KG」は、両想い愛を描いたバラード。"近くにいるからといって分かり合えている訳では無い。離れて初めて見える物がある。"とTiara本人が公言している。レコチョク着うた週間ランキングにて、初登場1位獲得。リリース作品が立て続けに上位にランクインしていたが首位は初。
「好きでいさせて」は、届かない気持ちを綴った切ない片思いの曲。NHKドラマ『激♥恋…運命のラブストーリー…』の挿入歌として制作された。番組側からオファーがあり、台本を見ながら歌詞を書いたとのこと。

## タイアップ
- Love is… with KG
  - 日本テレビ系『スッキリ!!』4月テーマソング
  - 日本テレビ系『ハッピーMusic』POWER PLAY
  - 日本テレビ系『遠まわりの雨』挿入歌[1]
- 好きでいさせて
  - NHK総合『激♥恋…運命のラブストーリー…』挿入歌